# Simplici (bisbe de Milà)
Simplici (en llatí Simplicianus) fou bisbe de Milà entre el 397 i el 400 o 401 dC És honorat com a sant a l'Església Catòlica Romana i a l'Església Ortodoxa Oriental. La seva festivitat se celebra el 14 d'agost.

## Vida
Simplici va néixer al voltant de 320 probablement a Roma i encara jove es va convertir en eclesiàstic. Es va convertir en expert en la Sagrada Escriptura i molt educat. Cap al 355 va participar activament en la conversió al cristianisme del filòsof Gai Mari Victorí. Quan el 374 Ambròs va ser elegit bisbe de Milà i batejat, Simplici es va convertir en el seu mestre de doctrina.  Ambrós solia anomenar "pare" a Simplici, com a signe de relació. Probablement en aquest període Simplici es va traslladar a Milà, on va romandre.
Simplici també va participar activament en les conversions d'Alipi de Tagaste i Agustí d'Hipona. La trobada entre Agustí i Simplici es va produir a Milà el 386 i es registra a Confessions d'Agustí d'Hipona. Després de la seva conversió, Agustí també va anomenar "pare" a Simplici, i el 397 va dedicar a Simplici dos llibres sobre el tema de la predestinació, coneguts com "De diversis quaestionibus ad Simplicianum".
Al llit de mort, Ambrós va donar suport a Simplici com el seu propi successor, afirmant que Simplici era "vell però bo". Així, l'abril del 397, el vell Simplici va ser elegit bisbe de Milà, en aquella època capital de l'Imperi Romà d'Occident. L'acte més important del seu episcopat va ser la recepció a Milà de les relíquies dels tres màrtirs Sisini, Martiri i Alexandre, enviades des de Trento pel bisbe Vigili.
A Simplici se li va demanar que jutgés algunes declaracions doctrinals del Consell de Cartago (397) i del Primer Concili de Toledo. També va consagrar Gaudenci de Novara, un bisbe i, segons l'escriptor del segle xiii Goffredo de Bussero, va organitzar els textos de lalitúrgia ambrosiana. 
El dia de la festa de Simplici es fixava antigament el 15 d'agost, juntament amb la festa de la transferència a Milà de les relíquies de Sisini, Martiri i Alexandre; per la qual cosa es va considerar que la seva mort va ser el 15 d'agost de 400; però probablement Simplici va morir entre finals del 400 i la primera meitat del 401. El dia de la festa de Simplici es va traslladar més tard al 16 d'agost per no entrar en conflicte amb l'Assumpció de Maria i amb el reforma del ritu ambrosià que es va produir després del Concili Vaticà II la seva festa es va traslladar al 14 d'agost. 
Simplici va ser enterrat inicialment a l'església dels Sants Nabor i Fèlix de Milà i posteriorment es va traduir, potser el 15 d'agost, a la "Basilica Virginum" ("Basílica de les Verges") que va ser rebatejada en honor seu; ara es coneix com a Basílica de Sant Simplici. 